# 서서울고속도로
서서울고속도로 주식회사(西―高速道路 株式會社)는 코오롱그룹이 대주주인 기업으로, 2027년 12월 개통 예정인 평택파주고속도로의 남광명 분기점 ~ 88 분기점 구간을 담당하는 기업이다.
평택파주고속도로 남광명 분기점 ~ 88 분기점 구간이 착공되기 이전 서서울고속도로가 지나가는 지자체마다 큰 갈등을 빚기도 하였다.

## 주요 연혁
- 2008년 8월 29일: 회사 설립
- 2019년 7월 : 평택파주고속도로 남광명 분기점 ~ 88 분기점 17.9km 구간 착공

## 같이 보기
- 평택파주고속도로
- 수도권서부고속도로
- 서울문산고속도로 (기업)
- 코오롱그룹
- 코오롱글로벌